# L.A.P.D. (banda)
L.A.P.D. foi uma banda de Funk Metal americana formada em 1989 em  Bakersfield, California. Composta inicialmente pelos integrantes Reginald Arvizu, James Shaffer e Richard Morrill. Precederam a formação da banda enquadrada no gênero Alternative metal, Korn.

## História

### Início
A banda foi formada em 1989 na cidade de  Bakersfield, California, inicialmente por Reginald Arvizu (Reggie Field), James Shaffer (Munky), e Richard Morrill. David Silveria entraria em sequencia para percussão após anunciarem em um jornal local busca por percussionista para uma banda de "'funk, tresh, Groove metal".Os integrantes se mudaram para Los Angeles e então começaram a efetuar diversas apresentações nas casas de shows locais e conseguiram gravar até três discos em sua atividade através da gravadora Triple X Records.

### Decadência
Devido novas influências que tiveram nesse círculo de apresentações, inclusive o casual encontro com integrantes da banda em destaque na época, Red Hot Chilli Peppers e uma onda de crise financeiras e de ideais, Richard Morril sairia da banda. Apos um breve intervalo com um vocalista substituto Corey, os remanescentes integrantes decidiram recrutar mais um guitarrista,  Brian "Head" Welch, amigo da cidade natal e que acompanhava a banda paralelamente em um outro projeto. Em seguida se deparando com Jonathan Davis da banda Sexart, resolveram convida-lo para um novo projeto de banda, o "Creep", que ao final representou o fim da banda L.A.P.D e o início do Korn.

### Retorno
Em 2010, Richard Morril , desssa vez em Denver, Colorado, reviveu temporariamente a banda com uma nova composição: Derek Campbell na guitarra, Jason Torres na percussão, Troy Sandoval no contra-baixo e Kevin Guariglia como DJ de efeitos. Gravaram três  singles que não lançaram oficialmente, mas publicaram em redes sociais de mídia .

## Curiosidades
- As memorias da banda foi retomada novamente em 2017, quando Richard Morril levanta um processo de direitos autorais da faixa "lighters" contra a cantora Gwen Stefani, uma vez tido contato com ela nos anos 90. [8][9]

## Discografia
| Ano  | Título              | Gravadora        | Tipo              | Ref    |
| ---- | ------------------- | ---------------- | ----------------- | ------ |
| 1989 | Love and Peace Dude | Triple X Records | Extended play     | [ 10 ] |
| 1991 | Who's Laughing Now  | Triple X Records | Álbum             | [ 11 ] |
| 1997 | L.A.P.D.            | Triple X Records | Coletânea musical | [ 12 ] |

Faixas gravadas em 2010, sem publicação oficial, mas postadas em mídias sociais:
- WHAT!!!
- Lighter
- KO
- Samuel

## Membros
- James Shaffer - Guitarrista (1989 - 1992)
- Reginald Arvizu (Fieldy) - Baixista (1989 - 1992)
- David Silveria - Percussionista (1989 - 1992)
- Richard Morrill - Vocal (1989 - 1992)

## Artigos Relacionados
- Korn
- Funk metal